# Ихневмониды
Ихневмониды, или наездники-ихневмониды, или настоящие наездники (лат. Ichneumonidae), — семейство паразитических наездников из надсемейства Ichneumonoidea отряда перепончатокрылых. Одно из крупнейших и наименее изученных семейств насекомых, общая численность видов данного семейства, по некоторым оценкам, может составлять до 100 тысяч.

## Строение
Насекомые средней величины, реже мелкие или крупные. Длина тела колеблется от 2 до 40 мм, с яйцекладом до 170 мм. Брюшко сильно удлиненное и может быть искривлено и сегментировано, самки некоторых видов (в частности, родов Rhyssa, Megarhyssa, Dolichomitus) имеют очень длинный яйцеклад, превышающий длину тела. Отличаются от жалоносных перепончатокрылых прежде всего длинными неколенчатыми усиками. В усиках, как правило, более 16 члеников (иногда из 13—15 члеников). Жвалы, как правило, с двумя зубцами.
Крылья хорошо развиты почти у всех ихневмонид. Исключение составляют отдельные роды подсемейства Cryptinae (Gelis, Polyaulon, Oresbius, Agrothereutes) и Orthocentrinae (Stenomacrus), у которых крылья могут быть редуцированы или отсутствовать. Крылья с развитым жилкованием, птеростигма выраженная.

## Биология
На стадии личинки — паразиты личинок и куколок многих групп насекомых, в том числе сельскохозяйственных вредителей. Обычными хозяевами ихневмонид являются чешуекрылые, перепончатокрылые (пилильщики, осы, наездники, муравьи), двукрылые, жуки, реже сетчатокрылые, верблюдки, ручейники. Некоторые виды паразитируют на пауках и ложноскорпионах. Некоторые ихневмониды заражают других ихневмонид, браконид и тахин, выступая в роли вторичных паразитов.
В отличие от браконид, ихневмониды никогда не паразитируют во взрослых насекомых и в нимфах насекомых с неполным превращением. Ихневмониды также никогда не паразитируют в яйцах насекомых. В тех случаях, когда ихневмониды заражают яйцо (некоторые Ctenopelmatinae, Diplazontinae, Collyria), их личинки заканчивают развитие в личинке или куколке хозяина.
Взрослые ихневмониды — большей частью крылатые свободноживущие насекомые. Обычно ихневмонид можно встретить на цветках растений, особенно на цветках с открытыми нектарниками, где они питаются нектаром и пыльцой. Наездники нуждаются в ежедневном потреблении воды, в связи с чем они больше встречаются близ водоемов, в местностях с регулярным выпадением осадков или росы. Многие виды ведут сумеречный или ночной образ жизни.
Продолжительность жизни взрослых наездников 1—2 месяца. Некоторые ихневмониды зимуют на стадии имаго, что удлиняет жизнь взрослых особей этих видов до 10 месяцев. Зимовка на стадии имаго свойственна прежде всего наездникам подсемейств Ichneumoninae, а также Cryptinae, некоторым Pimplinae и Orthocentrinae.

### Фотогалерея

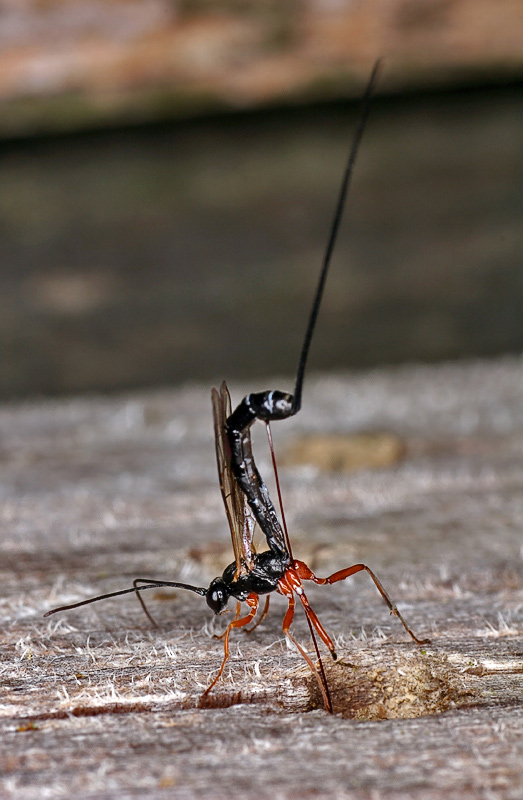
Самка Ephialtini sp. при откладывании яиц
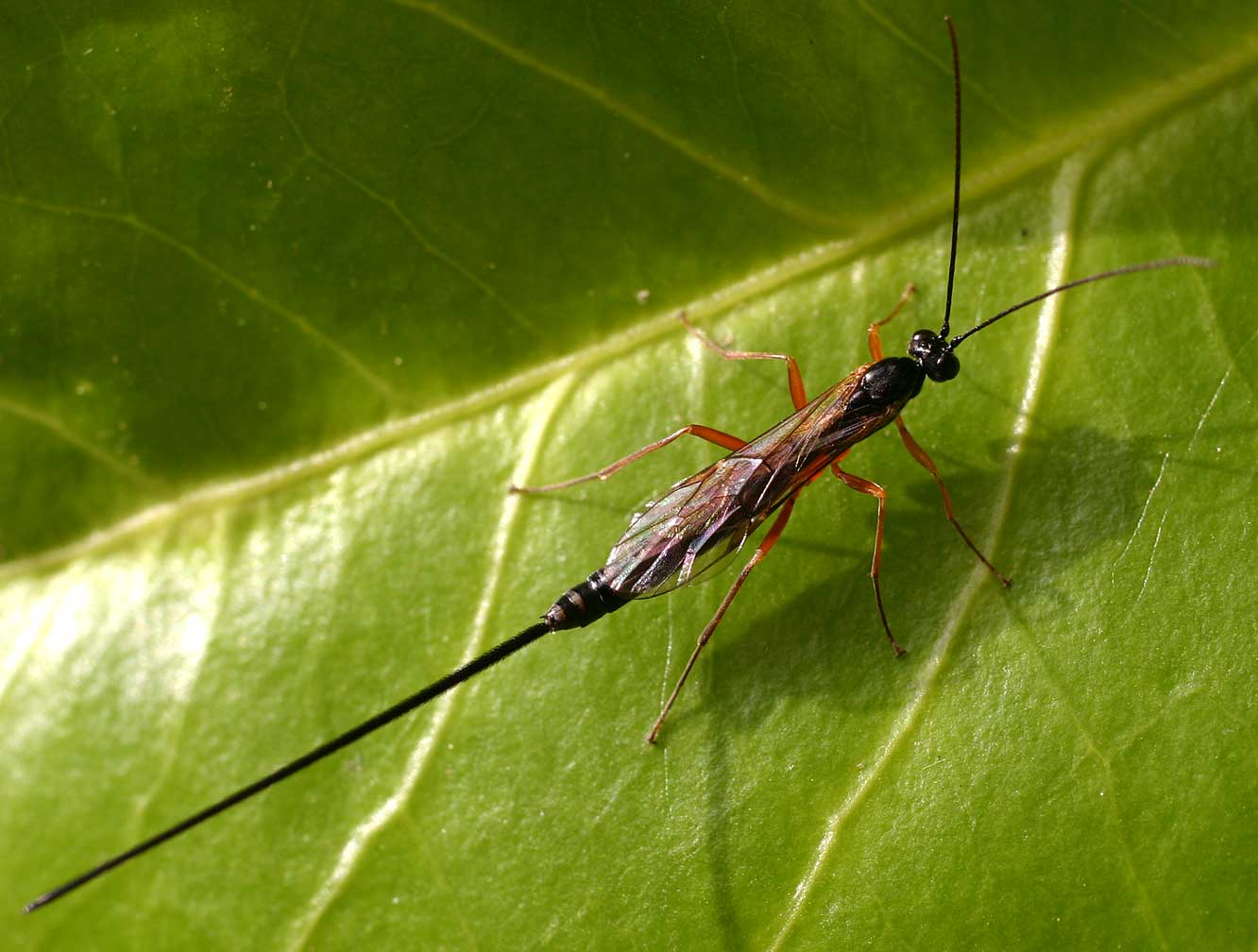
Самка Lissonota sp. (подсемейство Banchinae)
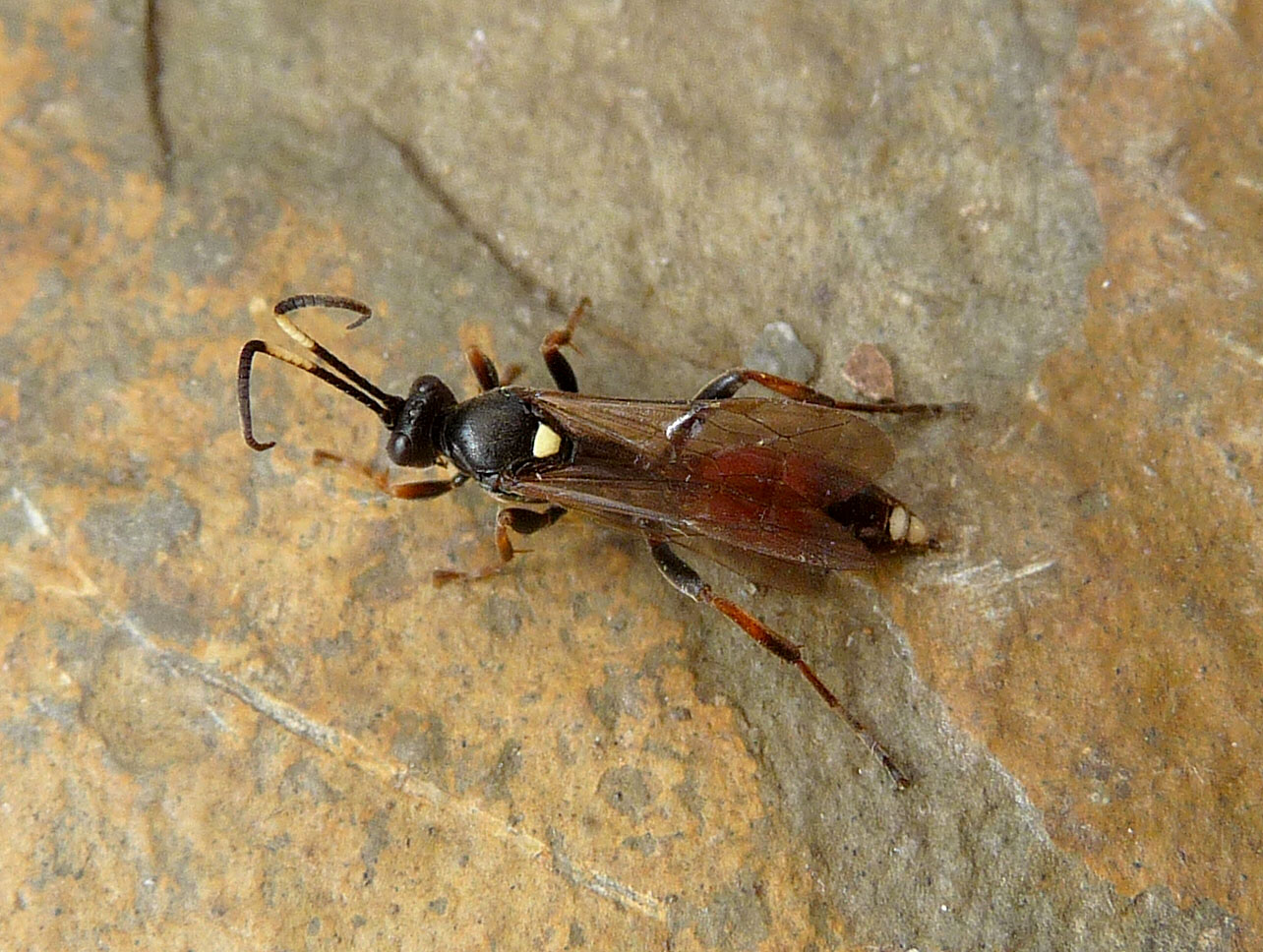
Самка Ichneumon suspiciosus (подсемейство Ichneumoninae)
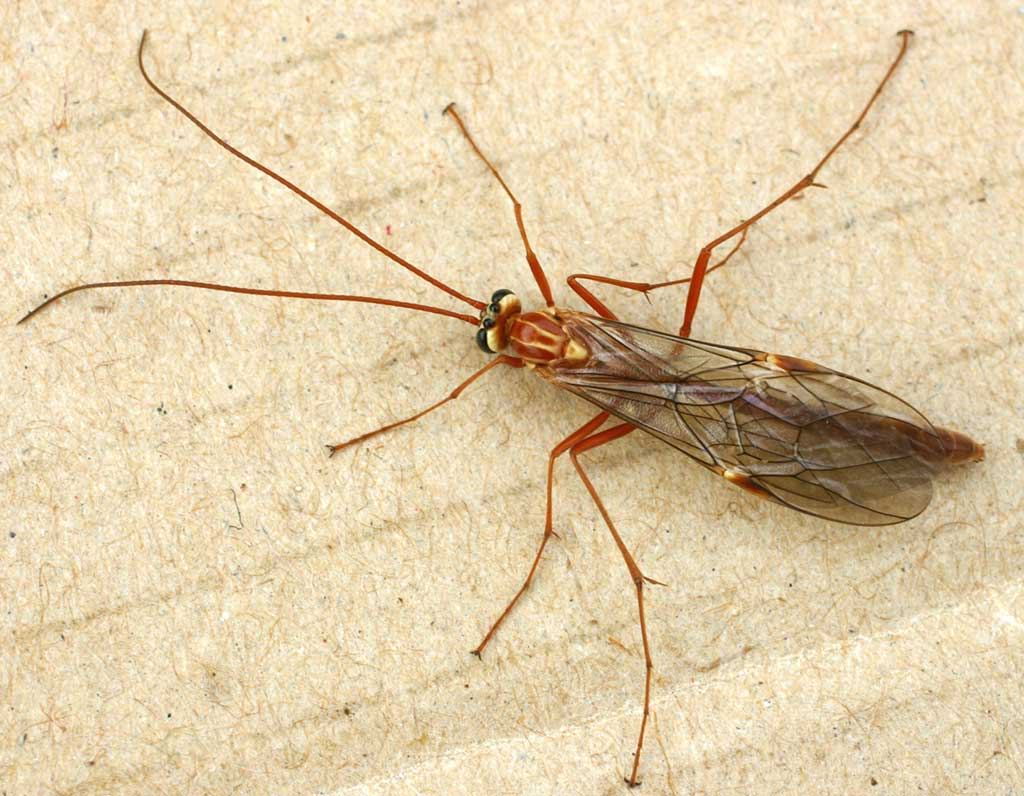
Ophion luteus (подсемейство Ophioninae)
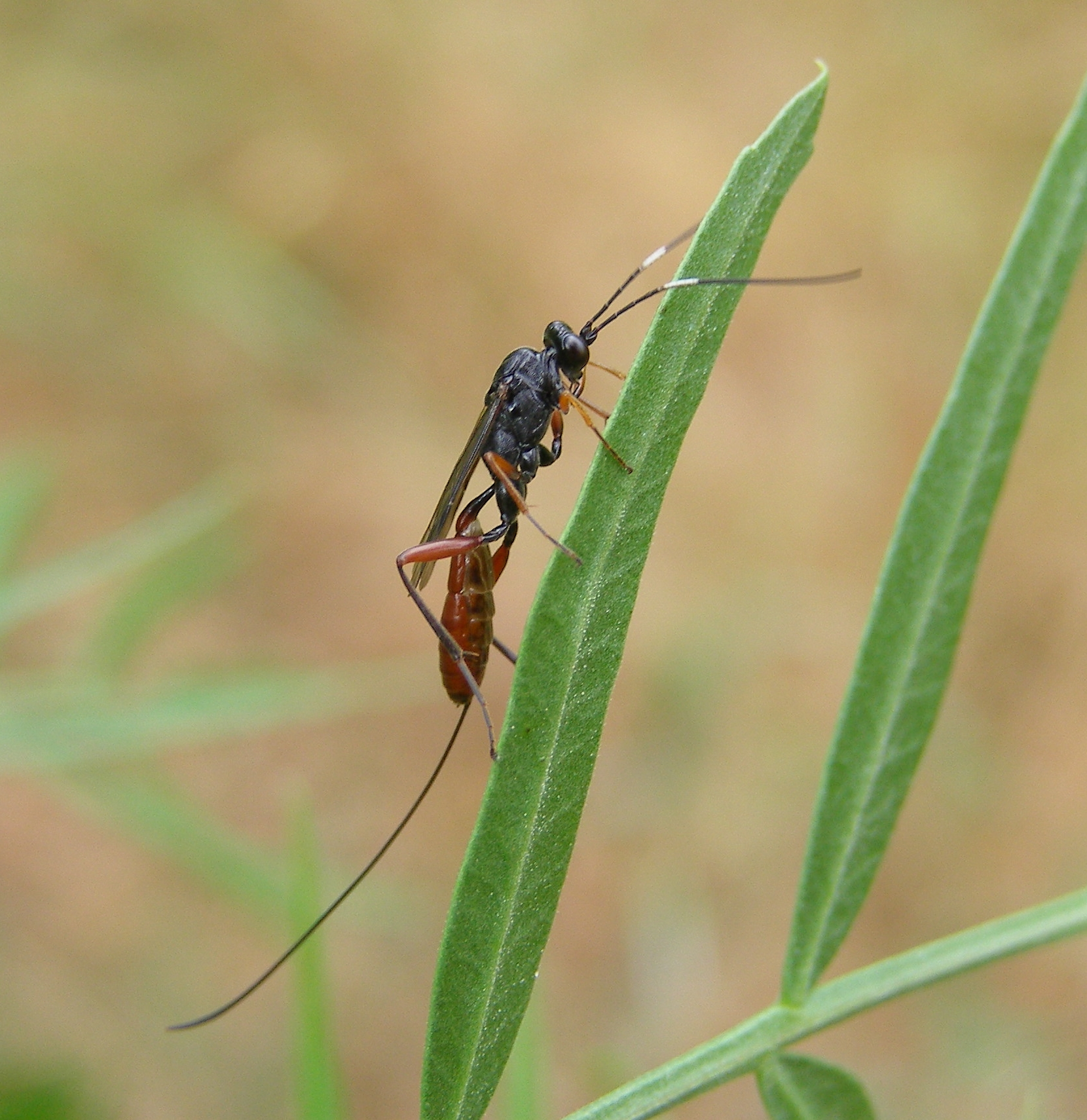
Самка Aritranis longicauda (подсемейство Cryptinae)
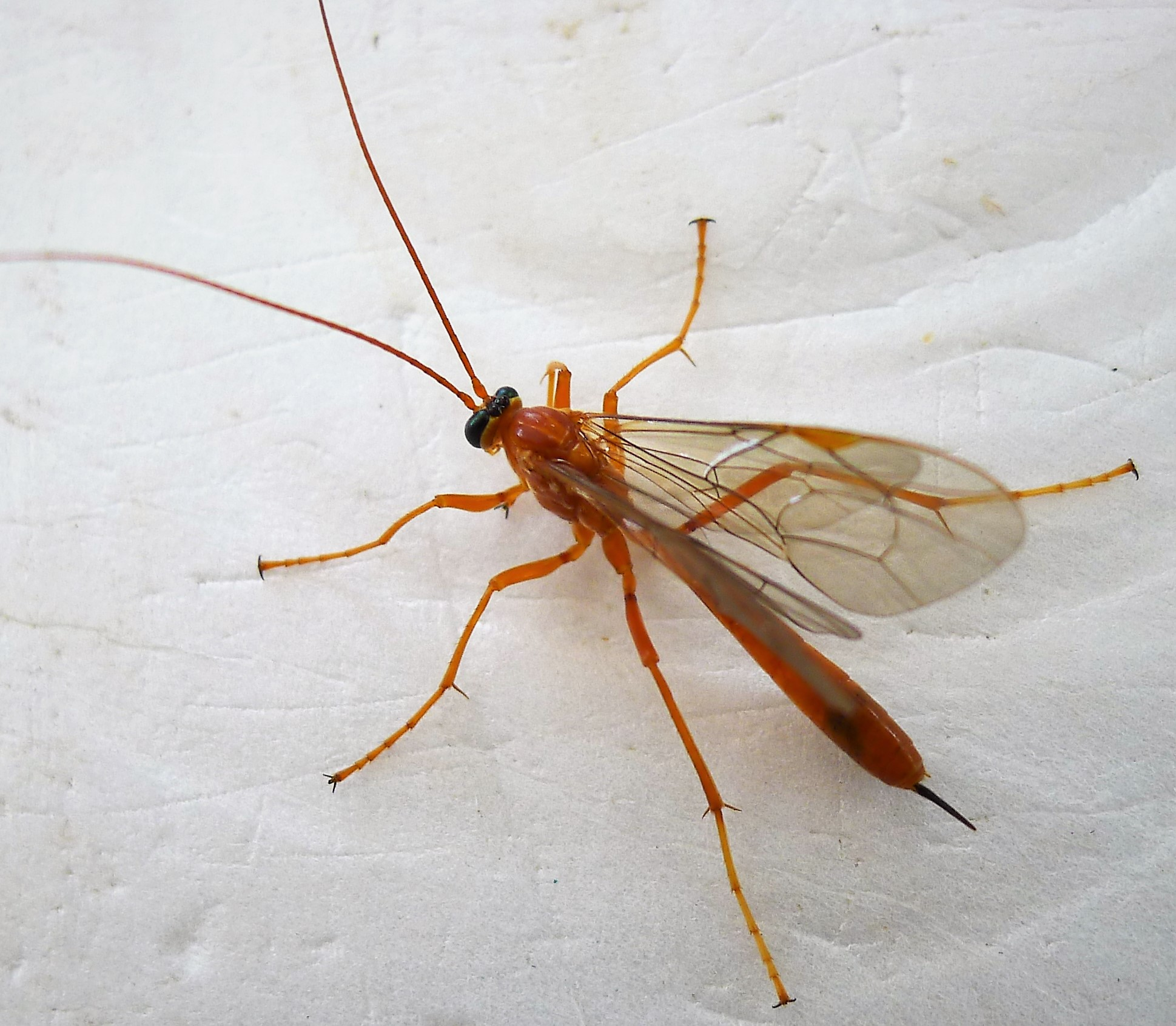
Самка Netelia sp. (подсемейство Ophioninae)
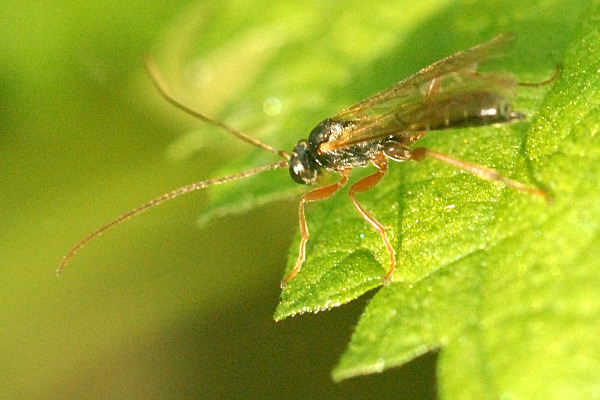
Plectiscus ridibundus (подсемейство Orthocentrinae))
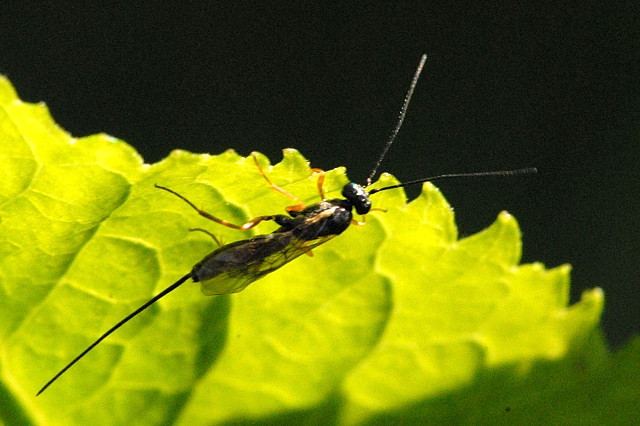
Самка Odontocolon dentipes (подсемейство Xoridinae)

## Генетика
Гаплоидный набор хромосом n = 8—21.

## Распространение
Встречаются повсеместно. Мировая фауна включает 1600 родов и более 25 тыс. видов, в Палеарктике — 38 подсемейств, 800 родов и более 9900 видов. Фауна России включает 38 подсемейств, 550 родов и более 3700 видов наездников-ихневмонид.
Фауна остаётся во многом до конца неизученной. В фауне России это самое крупное по числу видов семейство насекомых, и только в одной Европейской части РФ предполагается обнаружение до 5000 видов. Фауна бывшего СССР оценивалась более чем в 8 тысяч видов ихневмонид. В Австрии 2588 видов, в Италии — 1798, в Швейцарии — 1878, во Франции — 3016. В Германии известно 3644 видов. В Великобритании около 1500 видов и 350 родов. В Северной Америке известно около 8000 видов, что больше, чем из какого-либо другого семейства перепончатокрылых насекомых. Общая численность видов данного семейства, по некоторым оценкам, может достигать 100 тысяч. Одной из наиболее изученных региональных фаун является Коста-Рика, по которой опубликовано монографическое 4-томное исследование крупного британского гименоптеролога Яна Гоулда (Ian David Gauld, 1947—2009). Всего на 2793 страницах ему удалось рассмотреть 19 из 26 подсемейств Ichneumonidae и описать 17 родов и 956 видов новых для этой страны (по его оценкам, в стране насчитывается около 3000 видов).
Предполагается, что семейство насчитывает не менее 60 тысяч видов (около 1250 родов), из которых на сегодняшний день описаны немногим более 30 тысяч (https://web.archive.org/web/20160404092612/http://www.taxapad.com/).

## Классификация
По данным на 2017 год в семействе Ichneumonidae было около 40 подсемейств, около 1600 родов и более 23 000 валидных видов. Потенциальное их число оценивается на уровне 60—100 тысяч видов.
Крупнейшими подсемействами являются следующие:
- Cryptinae — 395 родов и 4 661 вид (вместе с Phygadeuontinae)
- Ichneumoninae — 438 родов и 4 288 видов
- Campopleginae — 70 родов и 2 133 вида
- Banchinae — 61 род и 1 705 видов
- Pimplinae — 75 родов и 1 539 видов
- Ctenopelmatinae — 105 родов и 1 253 вида
- Tryphoninae — 59 родов и 1 215 видов
- Ophioninae — 33 рода и 1 023 вида

Подсемейства распределены по трём основным группам (Quicke et al., 2000): Pimpliformes, Ichneumoniformes, Ophioniformes и отдельно Orthopelmatinae и базальные Labeninae и Xoridinae (ранее их выделяли в Orthopelmatiformes, Labeniformes и Xoridiformes). Ранее также отдельно выделяли Tryphoniformes (Adelognathinae, Eucerotinae, Mesochorinae, Metopiinae, Tryphoninae). В 2009 году предлагалась следующая топология (Quicke et al. 2009): Xoridinae + (Labeninae + (Pimpliformes + ((Claseinae + (Pedunculinae + Brachycyrtinae) + (Ichneumoniformes + Ophioniformes))))). Однако позднее (Santos 2017; Klopfstein et al. 2019) группа Ophioniformes рассматривалась как сестринская к кладе остальных Pimpliformes + Ichneumoniformes. В 2019 году в эту филогенетическую схему были внесены изменения.
- Ichneumoniformes
  - Adelognathinae
  - Agriotypinae
  - Ateleutinae
  - Brachycyrtinae (Brachycyrtus)
  - Claseinae
  - Cryptinae
  - Eucerotinae
  - Ichneumoninae (включая Alomyinae)
  - Labeninae
  - Microleptinae
  - Pedunculinae
  - Phygadeuontinae (= Gelinae, Hemitelinae)  (ранее в Cryptinae)[27]

- Pimpliformes
  - Acaenitinae
  - Collyriinae
  - Diacritinae
  - Diplazontinae
  -  ?Microleptinae
  - Orthocentrinae (иногда включают в Microleptinae)
  - Pimplinae (= Ephialtinae)
  - Poemeniinae (иногда включают в Pimplinae)
  - Rhyssinae (иногда включают в Pimplinae)
  - Stilbopinae (иногда включают в Banchinae)

- Ophioniformes (внутри неё есть группа близкородственных подсемейств, которую Quicke et al. (2009) назвал высшими “higher Ophioniformes”, включающая Anomaloninae, Campopleginae, Cremastinae, Nesomesochorinae и Ophioninae)[26]
  - Agriotypinae
  - Anomaloninae (= Anomalinae)
  - Banchinae
  - Campopleginae (= Porizontinae)
  - Cremastinae
  - Ctenopelmatinae (= Scolobatinae)
  - Cylloceriinae (= Oxytorinae, иногда включают в Microleptinae)
  - Lycorininae (иногда включают в Banchinae)
  - Mesochorinae
  - Metopiinae
  - Neorhacodinae (иногда включают в Banchinae)
  - Ophioninae
  - Orthopelmatinae
  - Paxylommatinae (=Hybrizontinae Blanchard, 1845; иногда исключают из состава Ichneumonidae в отдельное семейство Paxylommatidae)[30]
  - Pedunculinae
  - Phrudinae
  - Sisyrostolinae
  - Stilbopinae
  - Tatogastrinae (иногда включают в Microleptinae или Oxytorinae)
  - Tersilochinae
  - Tryphoninae

Ранее выделялись и другие высшие группы: 
- Tryphoniformes (по Gauld et al. 1997) из подсемейств Adelognathinae, Eucerotinae, Tryphoninae и Townesioninae (позднее синонимизированное с Banchinae)[31]
- Labeniformes: Labeninae (= Labiinae)[26]
- Orthopelmiformes: Orthopelmatinae[26]
- Xoridiformes: Xoridinae[26]
- Brachycyrtiformes: Brachycyrtinae, Claseinae и Pedunculinae[26]

### Палеонтология
В меловых отложениях Азии, Африки и Северной Америки обнаружены ископаемые подсемейства Tanychorinae Rasnitsyn, 1975 (6 родов и 15 видов), Palaeoichneumoninae Kopylov, 2009 (3 рода и 12 видов), Labenopimplinae Kopylov, 2010 (5 родов и 13 видов) и Novichneumoninae Li et al., 2017 (2 рода и 2 вида). Единственное современное подсемейство ихневмонид в мезозое — Labeninae, представлено единственной находкой из верхнемелового канадского янтаря (Albertocryptus dossenus McKellar et al. 2013).
Из кайнозоя известно около 50 родов и 200 видов ихневмонид, относящихся к вымершим подсемействам Pherhombinae Kasparyan, 1988 и Townesitinae Kasparyan, 1994, а также к современным подсемействам Banchinae, Cryptinae, Ophioninae, Oxytorinae, Pimplinae, Tryphoninae.

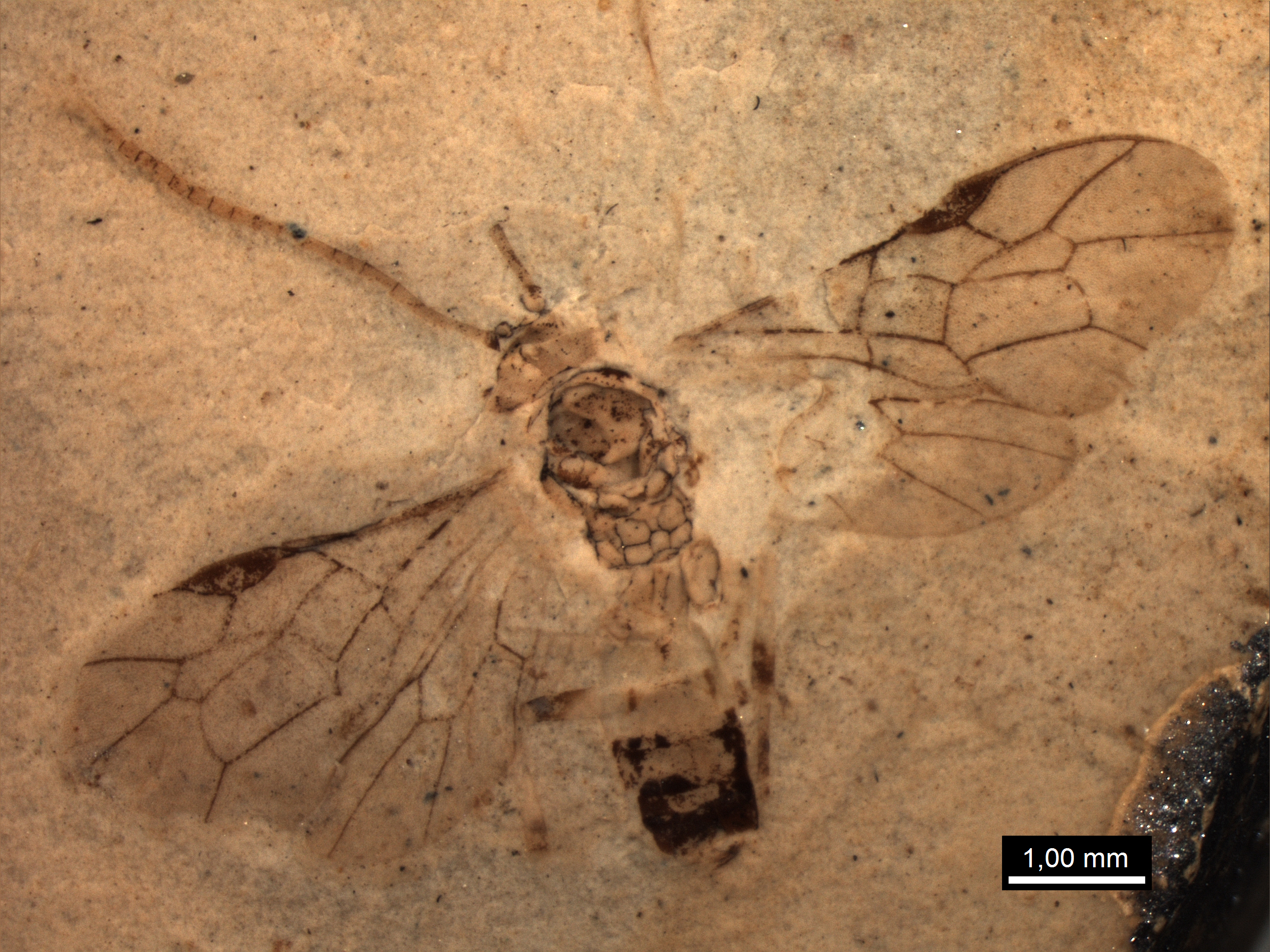
Tanychora petiolata Townes, 1973
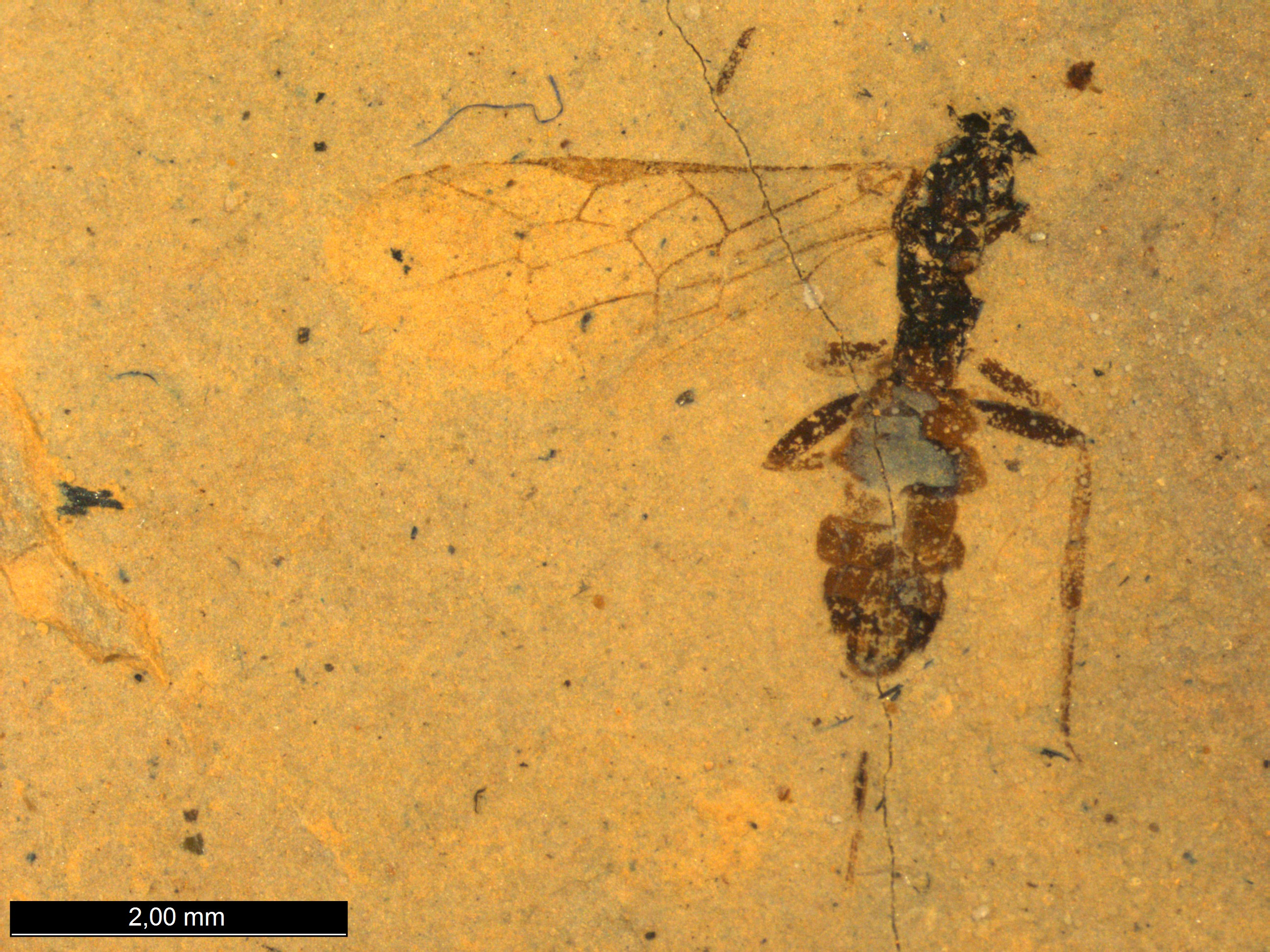
Khasurtella buriatica Kopylov, 2011
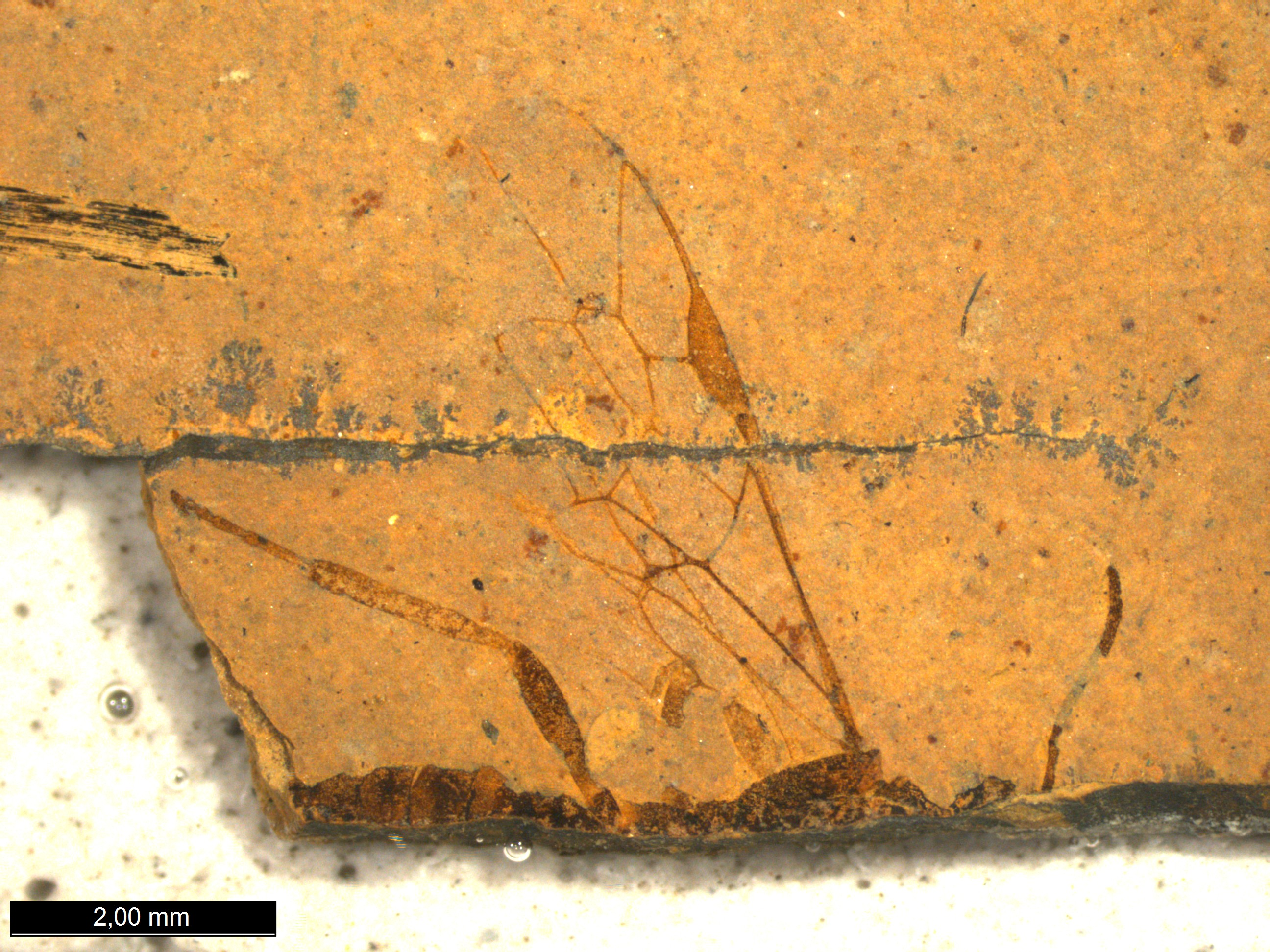
Amplicella mininae Kopylov, 2011
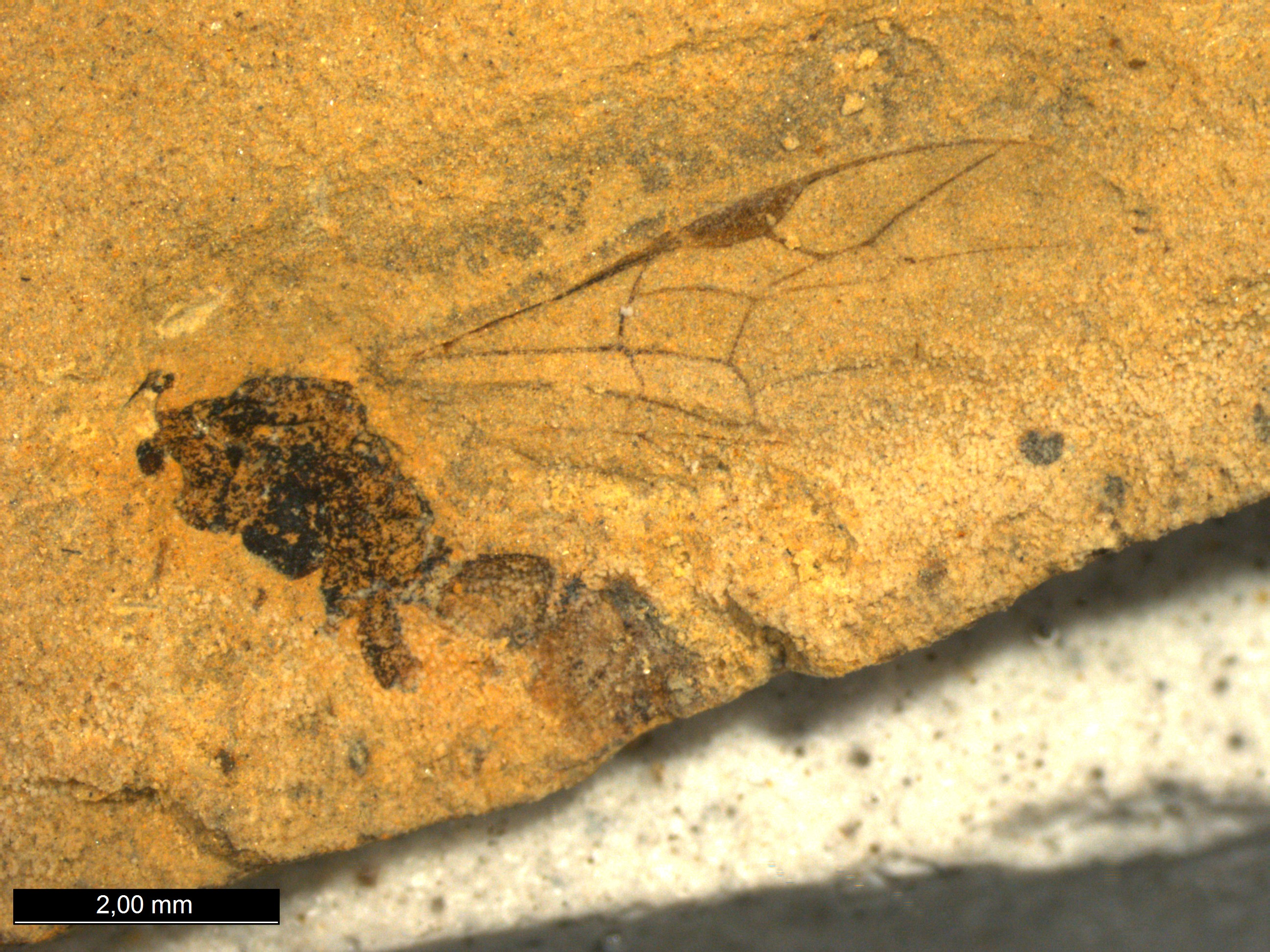
Amplicella shcherbakovi Kopylov, 2011

### Алфавитный список подсемейств
Список подсемейств, представленный ниже, основан на данных David Wahl из Американского Энтомологического Института:
- Acaenitinae Förster, 1869
- Adelognathinae Thomson, 1888
- Agriotypinae Haliday, 1838
- Anomaloninae (= Anomalinae)
- Ateleutinae (ранее в Cryptinae)[27].
- Banchinae
- Brachycyrtinae (иногда включают в Labiinae)
- Campopleginae (= Porizontinae)
- Collyriinae
- Cremastinae
- Cryptinae
- Ctenopelmatinae (= Scolobatinae)
- Cylloceriinae (= Oxytorinae, иногда включают в Microleptinae)
- Diacritinae (иногда включают в Pimplinae)
- Diplazontinae
- Eucerotinae (иногда включают в Tryphoninae)
- †Novichneumoninae
- Ichneumoninae
- Labeninae (= Labiinae)
- Lycorininae (иногда включают в Banchinae)
- Mesochorinae
- Metopiinae
- Microleptinae
- Neorhacodinae (иногда включают в Banchinae или Tersilochinae)
- Nesomesochorinae (ранее в Campopleginae)[43]
- Nonninae (ранее в Campopleginae)[43]
- Ophioninae (включая род Ophion Fabricius, 1798)
- Orthocentrinae (иногда включают в Microleptinae)
- Orthopelmatinae
- Paxylommatinae[44] (=Hybrizontinae Blanchard, 1845; иногда исключают из состава Ichneumonidae)
- Pedunculinae
- Phrudinae
- Phygadeuontinae (= Gelinae, Hemitelinae) (ранее в Cryptinae)[27]
- Pimplinae (= Ephialtinae)
- Poemeniinae (иногда включают в Pimplinae)
- Rhyssinae (иногда включают в Pimplinae)
- Stilbopinae (иногда включают в Banchinae)
- Sisyrostolinae (включая Brachyscleromatinae)[45]
- † Tanychorinae
- Tatogastrinae (иногда включают в Microleptinae или Oxytorinae)
- Tersilochinae
- Tryphoninae
- Xoridinae

### Описание
- Описание семейства.
- Описание семейства.
- Семейство Ichneumonidae — Ихневмониды.

### Распространение
- Список ихневмонид Японии
- Фауна Европы.
- Фауна Великобритании.

### Таксономия и распространение
- BioLib.
- Ichneumonidae:Classification of afrotropical ichneumonid wasps.
- Определитель подсемейств Великобритании и Ирландии.
- Сайт «Aramel».

### Разное
- Важнейшая литература по систематике.